# Zerenopsis leopardina
Zerenopsis leopardina är en fjärilsart som beskrevs av Felder 1874. Zerenopsis leopardina ingår i släktet Zerenopsis och familjen mätare. Inga underarter finns listade i Catalogue of Life.